# Лямони (Погранична волость)
Лямони (рос. Лямоны) — присілок в Красногородському районі Псковської області Російської Федерації.
Населення становить 21 особу. Входить до складу муніципального утворення Погранична волость .

## Історія
Від 2015 року входить до складу муніципального утворення Погранична волость .

## Населення
| 2001 | 2002 | 2010 |
| ---- | ---- | ---- |
| 34   | ↘21  | ↘16  |